# LIM-49 Nike Zeus
LIM-49A «На́йки-Зюс» (англ. Nike Zeus, /ˈnaɪkiˈzjuːs/ ; в русскоязычной литературе обычно указывается как «Найк-Зевс») — американская противоракета, разработанная в начале 1960-х американской армией для обеспечения обороны территории США от баллистических ракет. Основывалась на дизайне зенитной ракеты MIM-14 Nike-Hercules. Успешно прошла испытания в 1959—1964 годах, но не была принята на вооружение ввиду обнаружившихся принципиальных проблем самой концепции противоракетной обороны, непреодолимых на уровне технологий того времени. Стала основой для разработки противоракеты LIM-49A «Spartan» в составе комплекса «Сэйфгард».

## История
В начале 1950-х перед противовоздушной обороной встал новый мощный оппонент: баллистические ракеты. Летящие за пределами атмосферы, развивающие скорости до километров в секунду, эти снаряды находились далеко за пределами возможностей поражения любых существовавших на тот момент средств защиты от воздушного нападения: дальность их действия постоянно возрастала, и было очевидно, что создание баллистических ракет, способных забросить атомный заряд в любую точку земного шара, лишь вопрос времени.
Военные США отлично понимали, какое влияние на ход военных действий оказывают баллистические ракеты, и искали средства противодействия им. Еще в 1945 году, под влиянием от применения немецких Фау-2, ВВС США инициировали исследовательскую программу «Wizard», целью которой было изучить возможность перехвата летящих баллистических ракет. К 1955 году, инженеры сделали вывод, что перехват баллистической ракеты является, в принципе, решаемой задачей: для этого требовалось своевременно обнаружить приближающийся снаряд и вывести на встречную траекторию противоракету с атомной боевой частью, детонация которой разрушила бы ракету противника.
Параллельно с этими исследованиями, армия США занималась разработкой серии зенитных ракет «Найк», предназначенной для защиты территории США от бомбардировщиков и крылатых ракет. Принятый на вооружение в 1953 году MIM-3 Nike Ajax был быстро сменен к концу 1950-х значительно более совершенным MIM-14 Nike-Hercules, обладавшим большим радиусом и высотой, а главное — оснащенным малогабаритной ядерной боевой частью. Военные заинтересовались вопросом: может ли эта ракета быть использована для защиты от баллистических снарядов?
В феврале 1955 года, армия США обратилась к фирме «Bell» с просьбой провести исследование возможности применения снарядов «Найк» для целей перехвата баллистических ракет. Проведя более 50000 компьютерных исследований, инженеры пришли к выводу, что «Найк-Геркулес» может перехватить баллистическую ракету до входа боеголовки последней в атмосферу, если будет оснащен соответствующими средствами предупреждения (способными обнаружить приближающуюся неприятельскую ракету на дистанции до 1600 км) и быстродействующими вычислителями. В январе 1956 года, специалисты фирмы «Bell» сообщили, что подобный перехват является возможным для существующего уровня технологии.
Однако, прежде чем разработки были начаты, между армией и ВВС возник конфликт по поводу разграничения сфер ответственности в разработке ракетного оружия. Армейские программы в 1950-х часто дублировали аналогичные программы военно-воздушных сил, например, как в случае с ракетами PGM-17 «Thor» и PGM-19 «Jupiter». Программы разработки зенитного и противоракетного оружия армии и ВВС также были раздельными: все это приводило, с точки зрения правительства, к растрате инженерных и конструкторских ресурсов на параллельные, близкие по характеристикам разработки. В конечном итоге, 26 ноября 1956 года, министр обороны Чарльз Эрвин Уилсон разграничил своим решением сферы ответственности армии и военно-воздушных сил, запретив армии заниматься разработками оружия, дальность действия которого превышала бы 320 км.
На основании этих ограничений, армия в 1957 году заказала фирме «Bell» разработку новой версии ракеты, названной «Nike II». Ракета, представлявшая собой усовершенствованный «Nike-Hercules» с заменой четырех отдельных ускорителей на один мощный новый, должна была иметь радиус и потолок не более 160 километров (чтобы уложиться в ограничения Уилсона) и предназначалась для перехвата за пределами атмосферы неприятельских баллистических ракет.

## Разработка
В октябре 1957 года, СССР осуществил успешный запуск первого искусственного спутника Земли, продемонстрировав своё превосходство в ракетно-космической сфере. Этот успех породил серьезные опасения на западе, что американская ракетная программа может отставать от советской, и, соответственно, что США уступают СССР в наиболее перспективных образцах вооружения (которыми тогда являлись баллистические ракеты). На волне угрозы отставания от потенциального противника, все соображения Уилсона относительно разграничения ролей внутри военной машины США были отброшены: программам, связанным с баллистическими ракетами и противоракетной обороной был дан высший приоритет.
К этому времени, армия США уже приступила к развертыванию зенитных ракет «Nike Hercules» и имела реалистичную программу создания на их основе противоракеты, в то время как конкурирующая программа «Wizard» военно-воздушных сил США все еще пребывала в состоянии чисто теоретического исследования. В январе 1958 года, новый министр обороны Нил Макэлрой счел армейскую программу существенно более близкой к реализации и приказал сосредоточить все усилия на ней, сведя работы ВВС к созданию новых радаров предупреждения о ракетном нападении. Программе «Nike-II» был присвоен высший приоритет.
Более не сдерживаемые никаким искусственным ограничением, военные США пересмотрели проект «Nike-II» в пользу той ракеты, которую они изначально хотели получить. Новая ракета имела существенно большую верхнюю ступень и дополнительный разгонный блок, что сделало её трехступенчатой и увеличило вес почти вдвое. Дальность действия новой ракеты должна была составить порядка 320 км. Именно эта новая ракета стала в итоге известна как «Nike-Zeus B».

## Испытания

### Запуски прототипов
Первой на испытания поступила исходная версия ракеты — «Nike-Zeus A», разрабатывавшаяся как «Nike-II» с 1956 года. В августе 1959 состоялись первые летные испытания: 26 августа новый ускоритель был запущен с макетом верхних ступеней, но вскоре после запуска ракета разломилась в воздухе. Повторный пуск с имитаторами верхних ступеней 14 октября был успешен, и уже 16 декабря, ракета впервые стартовала в двухступенчатой конфигурации.
Успешный запуск ракеты, оснащенной системой наведения и управления, состоялся 3 февраля 1960 года. Все пуски по программе «Nike-Zeus A» проводились только как испытательные, и данные, полученные в ходе них, использовались для отработки деталей программы «Nike-Zeus B». После серии пусков, в конструкцию «Nike-Zeus B» были внесены изменения, призванные обеспечить высокую скорость полета.

### Первые перехваты
Первый успешный запуск новой, увеличенной версии ракеты — «Nike-Zeus B» — состоялся в мае 1961 года. И уже 14 декабря 1961 года состоялся первый успешный учебный перехват: во время испытаний, боеголовка ракеты «Nike-Zeus B» прошла на расстоянии 30 метров от изображавшей условного противника летящей ракеты MIM-14 «Nike-Hercules». В случае, если бы боеголовка «Зевса» была настоящей ядерной, учебная цель была бы гарантированно уничтожена.
Первые пуски по программе проводились со старого ракетного полигона армии Уайт-Сэндс в Нью-Мексико. Однако, данный полигон был расположен не слишком удачно для отработки проблем противоракетной обороны: пусковые полигоны межконтинентальных баллистических ракет (являвшихся целями комплекса) находились слишком близко, из-за чего было невозможно точно имитировать траекторию входящей в атмосферу баллистической ракеты для перехвата. Рассматривался вопрос о переносе полигона в Пойнт-Мугу, в Калифорнии, где противоракеты могли бы отрабатывать учебные перехваты на баллистических ракетах, стартующих с Канаверала: однако, требования безопасности гражданского населения существенно ограничивали бы возможности учебных пусков.
В конечном итоге, в качестве нового ракетного полигона был выбран атолл Кваджалейн. Удаленный на 4800 миль от Калифорнии, атолл позволял в точности имитировать ситуацию перехвата входящих в атмосферу баллистических ракет, взлетающих с территории США. Кроме того, атолл уже являлся военно-морской базой, имел удобный аэродром и радарную станцию.
Площадка «Зеус», также известная как «полигон Кваджалейн» была официально открыта 1 октября 1960 года. По мере развития программы, площадка увеличивалась в размерах, и в итоге в 1964 году, флот согласился передать весь остров под армейский контроль. К 1962 году, новый полигон был готов к испытаниям.

### Запуски с Кваджалейна
Первая попытка перехватить за пределами атмосферы боевой блок межконтинентальной баллистической ракеты была предпринята в июне 1962. В качестве мишени выступала МБР SM-65 Atlas, запущенная с авиабазы Вандерберг в Калифорнии. Испытания 26 июня 1962 года завершились провалом: в критический момент, радарная система наведения «Nike-Zeus» выдала сбой.
Следующий — 19 июля 1962 года — стал долгожданным успехом. Запущенная противоракета «Nike-Zeus» прошла на расстоянии в 2 километра от боевого блока МБР SM-65 Atlas: если бы противоракета была снаряжена не учебной, а боевой 400-килотонной термоядерной частью, нейтронный поток уничтожил бы перехватываемую боеголовку.
Третий тест — 12 декабря 1962 — завершился еще большим успехом. На этот раз противоракета прошла на расстоянии всего в 200 метров от изображавшей учебную цель боеголовки, что гарантировало в боевых условиях обволакивание боеголовки плазменным шаром взрыва и её полное уничтожение. В целом, из четырнадцати учебных пусков «Nike-Zeus» за 1962-1964 год, десять завершились успехом, т.е. противоракета проходила достаточно близко от боеголовки, чтобы накрыть её детонацией атомного заряда. Технически, это означало, что ракета успешно прошла испытания и готова к развертыванию.

## Планы развертывания
Базовый план, подготовленный армией США в 1960 году, предусматривал развертывание на территории США шестидесяти баз, с пятьюдесятью противоракетами «LIM-49 Nike Zeus» на каждой. Основной целью плана было прикрытие от баллистического нападения — с помощью межконтинентальных баллистических ракет, или баллистических ракет подводных лодок, или ракет среднего радиуса действия, развернутых близко к территории США — основных баз стратегического авиационного командования, ключевых объектов военной инфраструктуры. Тем самым, базовый план предусматривал обеспечение защиты от внезапного обезоруживающего нападения, и возможность для Америки контратаковать в ответ.
Для того, чтобы обеспечить вдобавок прикрытие еще и основных населенных пунктов на территории США, требовалось развернуть сто двадцать баз с пятьюдесятью ракетами на каждой — итого 6000 противоракет. При стоимости каждой LIM-49 «Nike Zeus» около 1 миллиона долларов, общая стоимость проекта в ценах 1962 года составляла более двадцати миллиардов долларов США. Таким образом, развертывание ракет представлялось чрезвычайно дорогим мероприятием, значительно превосходящим по стоимости предыдущие программы «Найк».

## Проблемы

### Стратегические проблемы
Однако, несмотря на успешный ход программы, в отношении неё все чаще раздавалась критика. Главной проблемой было то, что сам по себе «LIM-49 Nike Zeus», являясь впечатляющие эффективным оружием, начал отставать от требований времени. Ракетный арсенал США и СССР рос стремительными темпами: к середине 1960-х на дежурстве должны были уже находиться сотни межконтинентальных баллистических ракет.
Со стратегической точки зрения, это означало, что система «Зевс» не сможет гарантировать абсолютной защиты даже в идеальном варианте. Радиус действия «Зевсов» был ограничен: это означало, что противник может просто направить против защищаемых объектов больше баллистических ракет, чем есть противоракет на обороняющих эти объекты базах. Так как речь шла о стратегических объектах инфраструктуры — аэродромах бомбардировочной авиации, районах базирования МБР, ключевых командных центрах — то ценность каждого такого объекта с точки зрения неприятеля оправдывала посылку против него десятков и даже сотен МБР, с целью просто истощить местную противоракетную оборону.
А это означало, что система не сможет гарантировать неуязвимости стратегических объектов, и максимум — заставит противника потратить больше на их поражение.

### Экономические проблемы
На озвученную выше проблему накладывался экономический фактор: «Зевс» был дорогой ракетой. Каждая противоракета стоила более миллиона долларов: при средней стоимости МБР в 500—800 тысяч долларов, противоракета была дороже чем ракеты, которые она должна была сбивать. Причиной тому была крайне сложная электронная аппаратура и более высокие динамические требования к противоракете.
Это означало, что с экономической точки зрения, неприятель на те же деньги всегда сможет построить больше МБР, чем США смогут построить противоракет. Тот факт, что вероятность перехвата была не 100 % (и следовательно, требовалось резервирование противоракет на случай неудачи) только усугублял положение. Таким образом, противостояние противоракет и МБР с экономической точки зрения решалось в пользу МБР.

### Политические проблемы
Развертывание системы противоракетной обороны как таковое неминуемо приводило к новому витку гонки вооружений, так как потенциальный противник — СССР — несомненно, был бы обеспокоен возможным снижением эффективности своего баллистического арсенала, и предпринял бы меры по решению проблемы.
Помимо этого, система противоракетной обороны таила и другую, более актуальную опасность: не будучи способной защитить от массированного нападения неприятеля, она предоставляла существенно лучшие шансы защиты от ответного удара в случае нападения НА неприятеля. Таким образом, развертывание системы ПРО приводило к существенному повышению международной напряженности и риску эскалации любого политического конфликта:
- Сторона, имеющая систему ПРО, имела и стимул атаковать первой, чтобы ослабить баллистический арсенал неприятеля и иметь большие шансы отразить его ослабленный ответный удар
- Сторона, не имеющая системы ПРО, должна была предполагать наличие у оппонента изложенного выше стимула, и, соответственно — сама имела бы стимул атаковать первой, чтобы опередить возможный превентивный удар неприятеля

### Технические проблемы
Но главным камнем преткновения на пути развертывания «Зевса» в итоге стали чисто технические проблемы. Опыты с высотными ядерными взрывами в верхних слоях атмосферы и космическом пространстве — в частности,Starfish Prime продемонстрировали ряд ранее не принимавшихся в расчет эффектов.
Плазменные шары ядерных взрывов оказались непроницаемы для радарного излучения. В космическом пространстве, подобные плазменные облака могли расширяться до гигантских размеров, эффективно блокируя от радарного наблюдения целые сектора небосвода. Хотя в итоге плазма быстро остывала и рассеивалась, это означало, что при высотном ядерном взрыве по крайней мере на некоторое время часть неба будет недоступна для наблюдения.
Из этого следовали две проблемы:
1. Поражая неприятельские боеголовки ядерными взрывами, система «Nike Zeus» в итоге слепила саму себя. Каждая сработавшая противоракета создавала в Космосе облако плазмы, закрывая сектор пространства от наземных радаров. Это означало, что другие летящие через этот сектор боеголовки не могли быть взяты на сопровождение.
2. Неприятель мог существенно осложнить работу системы, направив несколько мощных термоядерных зарядов с целью подрыва в космическом пространстве над защищаемой территорией: созданные гигантские облака плазмы скрыли бы летящие следом боеголовки от радаров системы «Nike Zeus»

Помимо этого, воздействие потоков высокоэнергетических частиц взрыва на верхние слои атмосферы, приводило к ряду других неприятных эффектов. Нагреваясь под действием нейтронного потока взрыва, верхние слои атмосферы становились менее прозрачны для радарных лучей, что затрудняло работу системы. Проблему также составлял электромагнитный импульс, создававший помехи в электронной аппаратуре. Наконец, сказывались предсказанные Николасом Кристофилосом искусственные радиационные пояса, которые снижали прозрачность атмосферы. Теоретически, эти помехи можно было преодолеть (по крайней мере частично) переведя систему на более высокие частоты, но объем неясностей вокруг этого был огромен.
Из этого следовало, что простейшим способом преодолеть оборону «Зевса» являлась отправка двух боеголовок одной за другой, по одной и той же траектории. «Зевс» перехватывал первую боеголовку, но его детонация создавала в Космосе облако плазмы, непроницаемое для лучей, и под его прикрытием, вторая боеголовка успешно проходила к цели.

### Средства преодоления
Наконец, к началу 1960-х разработчики баллистических ракет начали учитывать угрозу создания неприятелем противоракет, и начали работу над комплексами преодоления противоракетной обороны. Эти средства состояли из ложных целей (надувных баллонов, благодаря высокой ЭПР, имитирующих на радарах настоящие боеголовки), дипольных отражателей (затрудняющих работу радаров противника) и постановщиков радиоэлектронных помех (сбивающих с толку РЛС и системы наведения имитацией множества ложных сигналов). В 1961 году, ВМФ США начал разработку подобных средств в рамках программы «Lockheed» PX-1
В космосе, надувные ложные цели было практически невозможно отличить от настоящих боеголовок. Единственным эффективным средством противостоять им был перенос перехвата в верхние слои атмосферы (более легкие надувные мишени тормозились бы гораздо быстрее настоящих боеголовок) и оснащение системы дополнительными радарами, способными выполнять фильтрацию целей. Однако, это потребовало значительного усложнения системы, введения дополнительной РЛС, способной определять разницу в скорости торможения целей и существенно снизило ожидаемую эффективность комплекса.

## Отказ от развертывания
На фоне высшеназванной критики, в 1961 году администрация Кеннеди-Макнамары приняла решение продолжать разработку программы как чисто исследовательской, отказавшись выделить в обозримой перспективе средства на производство и развертывание боевых ракет. Макнамара суммировал все «за» и «против» системы «Nike-Zeus» следующим образом:
Успешная разработка («Зевса») может подтолкнуть агрессора к необходимости дополнительных затрат на увеличение своего арсенала МБР. Это также сделает более затруднительной для потенциального противника точную оценку нашего оборонительного потенциала, и затруднит проведение успешного нападения. Наконец, защита, которую обеспечит система пусть даже только для части населения, будет лучше чем никакой защиты вообще.

Однако, есть еще неясности относительно технической реализуемости системы, и даже в случае успешной разработки, есть еще серьезные практические проблемы, нуждающиеся в решении. Система сама по себе уязвима для баллистических атак и её эффективность может быть снижена развертыванием более совершенных МБР, прикрываемых ложными целями. Насыщающие атаки также являются технически возможными, так как МБР станут дешевле и легче в производстве в ближайшее время. Наконец, это очень дорогая система в сравнении с тем уровнем протекции, который она обеспечивает. 
В январе 1963, на фоне непрерывно растущих сомнений относительно стоимости и эффективности системы, программа «Zeus» была официально закрыта. Однако, это означало лишь, что данная система была признана недостаточно эффективной для массового развертывания. Никто не собирался отказываться от разработки новых, более эффективных противоракет: на смену «Nike-Zeus» должна была прийти новая, более эффективная система «Nike-X».

## Конструкция
Первоначально рассматривавшаяся как прямое развитие MIM-14 «Nike Hercules», ракета LIM-49 «Nike Zeus» в итоге стала абсолютно самостоятельным проектом, имеющим мало общего со своим предшественником.

### Ракета
Противоракета LIM-49 «Nike Zeus B» была трехступенчатым твердотопливным снарядом, длиной около 14,7 метров, и максимальным диаметром около 0,91 метра. Её полный вес в снаряженном состоянии составлял 10,3 тонны.
Ракета оснащалась новым массивным[прояснить] ускорителем Thiokol TX-135, развивавшим тягу до 2000 кН; ускоритель обеспечивал быстрый отрыв ракеты от стартовой площадки и минимальное время реакции. 
Вторая и третья ступени оснащались двигателями Thiokol TX-238 и Thiokol TX-239, рассчитанными на продолжительную работу.
Первая версия ракеты — «Nike Zeus A» — имела широкие крылья и стабилизаторы на верхней ступени, так как из-за навязанных армии ограничений по дальности, она была рассчитана на атмосферный перехват. Но полученная в результате «Nike Zeus B», с её существенно большей дальностью и потолком, создавалась для перехвата за пределами атмосферы. Поэтому на ней широкие стабилизаторы заменили комплексами маневровых двигателей, для управления ракетой в вакууме.

### Боеголовка W50
Так как перехват баллистических целей предполагался за пределами атмосферы, ударная волна ядерного взрыва не являлась надежным поражающим фактором. Вместо этого, при создании «Nike Zeus B» ставка была сделана на мощное нейтронное излучение: в вакууме, нейтронный поток ядерного взрыва мог распространяться на значительные дистанции. При попадании в нейтронный поток вражеской боеголовки, нейтроны спровоцировали бы самопроизвольную цепную реакцию внутри делящегося материала атомного заряда (т.н. «шипучка», что привело бы к разрушению последнего.
Специально для этой цели была разработана термоядерная боевая часть W50 эквивалентом около 400 килотонн с увеличенным выходом нейтронной радиации. Имея вес около 190 кг, компактная боевая часть могла гарантированно поразить неприятельскую боеголовку на расстоянии до двух километров от точки подрыва.

### Система наведения
Ключевым компонентом системы «Зевс» была РЛС ZAR (англ. Zeus Acquisition Radar), предназначенная для обнаружения приближающихся баллистических целей и выдаче первичного целеуцказания. Эта крайне мощная РЛС была основана на чудовищных 1,8-мегаваттных клистронах, и направляла излучение при помощи трех 24-метровых в ширину антенн, расположенных в виде пирамиды на вращающемся треугольном основании. Излучение РЛС было столь мощным, что представляло опасность для людей на расстоянии до 110 метров от антенны, и поэтому весь комплекс был изолирован по периметру наклонным забором (который также блокировал помехи, возникающие в результате отражения от поверхности). Прием отраженного сигнала обеспечивали три антенны, расположенные в центре 20-метровой линзы Люнеберга, вращающейся синхронизированно с излучающими антеннами.
Цели, обнаруженные ZAR, брались на сопровождение РЛС ZDR (англ. Zeus Discrimination Radar — Радар Фильтрации «Зевса»). Эта система предназначалась для того, чтобы отличать настоящие боеголовки от ложных целей. ZDR отслеживал разницу в скорости торможения обнаруженных целей в верхних слоях атмосферы, таким образом отделяя более тяжелые — и медленнее тормозящиеся — боеголовки, от более легких — и быстрее тормозящихся — ложных целей, и был способен обнаружить 2 % различие в массе боеголовок на высоте до 61 км.
Отселектированные с помощью ZDR настоящие боеголовки брались на сопровождение РЛС TTR (англ. Target Tracking Radar — Радар Сопровождения Целей), который обеспечивал информацией о положении цели в реальном времени пусковой комплекс. В расчетный момент времени осуществлялся запуск противоракеты: летящий «Nike Zeus» брался на сопровождение РЛС MTR (англ. MIssile Tracking Radar — Радар Сопровождения Ракеты), и компьютер расчета перехвата(англ. Target Intercept Computer), сопоставляя данные MTR и TTR, выводила противоракету в расчетную точку перехвата. В момент наибольшего сближения противоракеты и цели производился подрыв ядерной боевой части противоракеты.

### Пусковой комплекс
Пусковой комплекс «Зевса» должен был состоять из шести стартовых позиций, каждая из которых включала бы два радара MTR и один радар TTR, а также шестнадцать ракет в боекомплекте. Все шесть стартовых позиций получали первичную информацию от общих на весь комплекс радаров ZAR и ZDR, выполнявших, соответственно, задачи предупреждения о нападении и фильтрации ложных целей. Таким образом, система могла одновременно атаковать до шести целей, каждую двумя ракетами.
Предполагалось, что ZAR потребуется до 20 секунд чтобы определить параметры траектории цели и передать её на сопровождение одному из TTR. Еще 25 секунд требовались, чтобы противоракета достигла цели. Таким образом, система могла в течение минуты поразить до 14 боевых блоков. Однако, в случае применения противником ложных целей, выработка огневого решения целиком зависела от радара ZDR и его способности отфильтрофать ложные цели.

## Nike-X и LIM-49A «Spartan»
Несмотря на отмену программы «Nike Zeus», работы над дальнейшим развитием противоракет семейства «Найк» успешно продолжались. Уже в 1961 году, инженеры начали работу над следующим поколением противоракет, которые должны были прийти на смену еще только находившемуся на испытаниях «Зевсу».
Проект, получивший обозначение «Nike-X» воплощал в себе все достижения технологии, ставшие доступными за время разработки «Nike-Zeus». Он включал новые сверхмощные РЛС с фазированными антенными решетками, способные отслеживать сотни целей одновременно и работающими на более высоких частотах, что повзолял проникать за маскирующий эффект от высотных ядерных взрывов. Новые компьютеры, обладавшие гораздо большим быстродействием, могли одновременно вырабатывать огневое решение по сотням целей, что позволяло иметь готовое огневое решение по каждой боеголовке сразу после окончания фильтрации помех, и одновременно атаковать несколько целей.
После детального рассмотрения проекта, было принято решение дополнить систему еще одним, ближним эшелоном перехвата — компактной противоракетой с минимальным временем реакции, способной поражать прорвавшиеся мимо «Nike-X» боеголовки уже в пределах атмосферы. Кроме того, было сочтено осмысленным увеличить радиус действия противоракет заатмосферного перехвата, чтобы иметь запас времени для последовательных перехватов при массированном нападении. В конечном итоге, было решено разработать на базе «Nike-X» полностью новый комплекс противоракетной обороны «Sentinel», включающий противоракету LIM-49A «Spartan» (развитие серии «Найк») как часть системы заатмосферного перехвата.

### Противоспутниковый «Nike-Zeus»
После отмены проекта «Зевс», разработка комплекса некоторое время продолжалась как экспериментальной противоспутниковой системы. В начале 1960-х существовали обоснованные предложения использовать орбитальные сателлиты как средство превентивного удара по неприятелю: сведенный с низкой околоземной орбиты спутник с ядерной боеголовкой мог достигнуть территории противника значительно быстрее чем межконтинентальные баллистические ракеты.
Чтобы парировать возможное орбитальное нападение со стороны СССР, было предложено использовать противоракеты «Nike-Zeus» как средства поражения низкоорбитальных целей. В 1962 году, в рамках проекта «Mudflap», были проведены первые испытания на Уайт Сэндс, и в 1963 — серия запусков на Кваджалейне. 24 мая 1963 года был успешно выполнен перехват противоракетой учебной орбитальной цели — разгонного блока Аджена.
Противоспутниковый комплекс на Кваджалейне находился на боевом дежурстве с 1964 по 1967 год, прежде чем был сменен более эффективным противоспутниковым комплексом «Программа 437» на базе БРСД «Тор».

## Сноски
1. ↑  Использование ядерных боевых частей на зенитных ракетах являлось способом эффективно поражать групповые цели, высокоскоростные сверхзвуковые цели, а также цели, скрытые за радиопомехами.
2. ↑  Разработчику линии ракет «Nike»
3. ↑  160 — для противовоздушных систем.
4. ↑  Обозначение Nike-Zeus A задним числом получила исходная Nike-II уже после завершения работ над ней.
5. ↑  В ценах 2014 года эта сумма была бы 160 миллиардов долларов